# 安东尼沼银汉鱼
安东尼沼银汉鱼是生活在热带（主要是印尼）的一种鱼。隶属于輻鰭魚綱銀漢魚目沼银汉鱼科，體長可達8.5公分。适于大洋性或淡水的环境。